# Sulis (diosa)

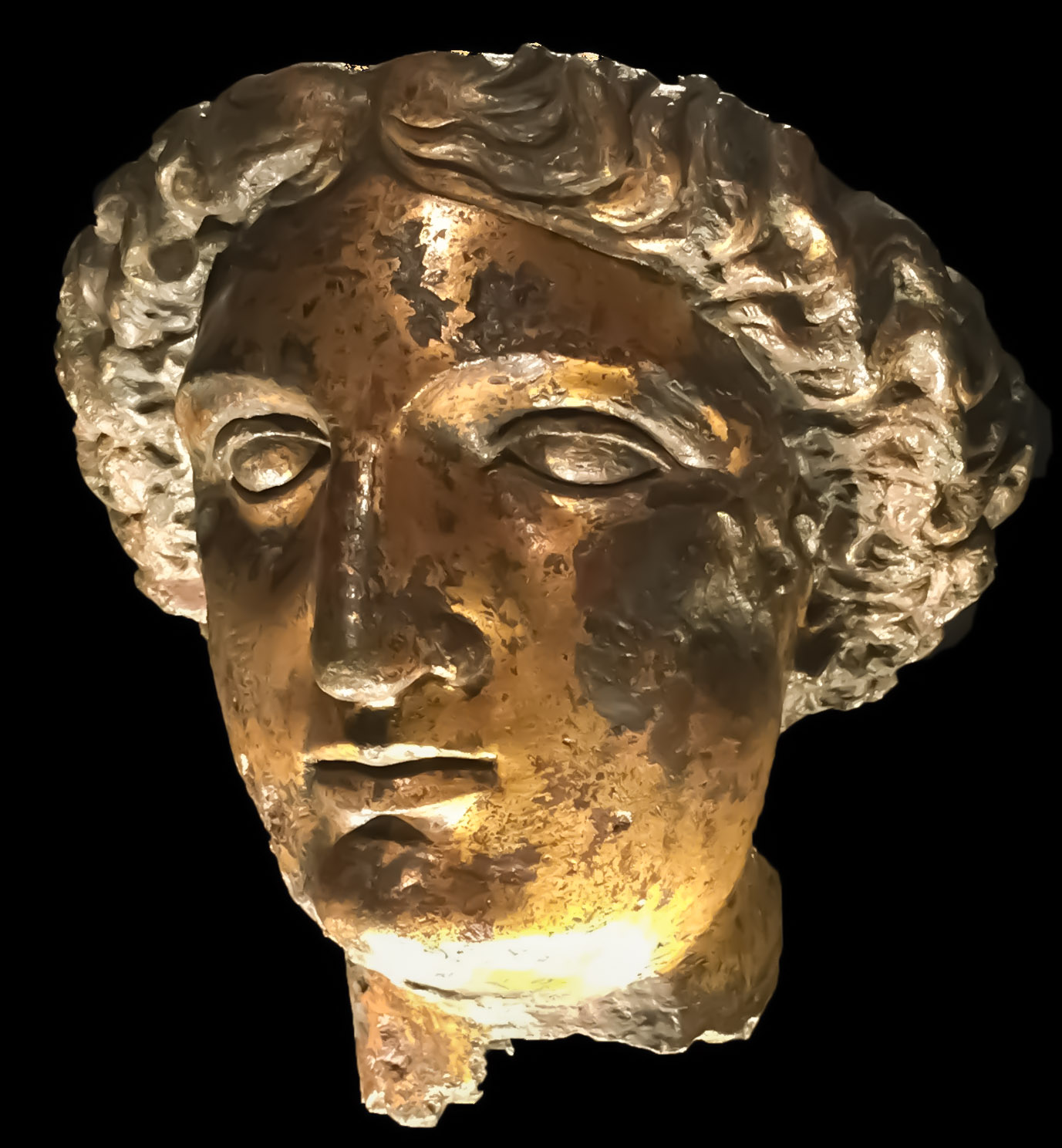
Cabeza en bronce dorado de la estatua de Sulis Minerva del templo de Bath, que se encontró en Stall Street en 1727 y que ahora se exhibe en las Termas romanas de Bath.

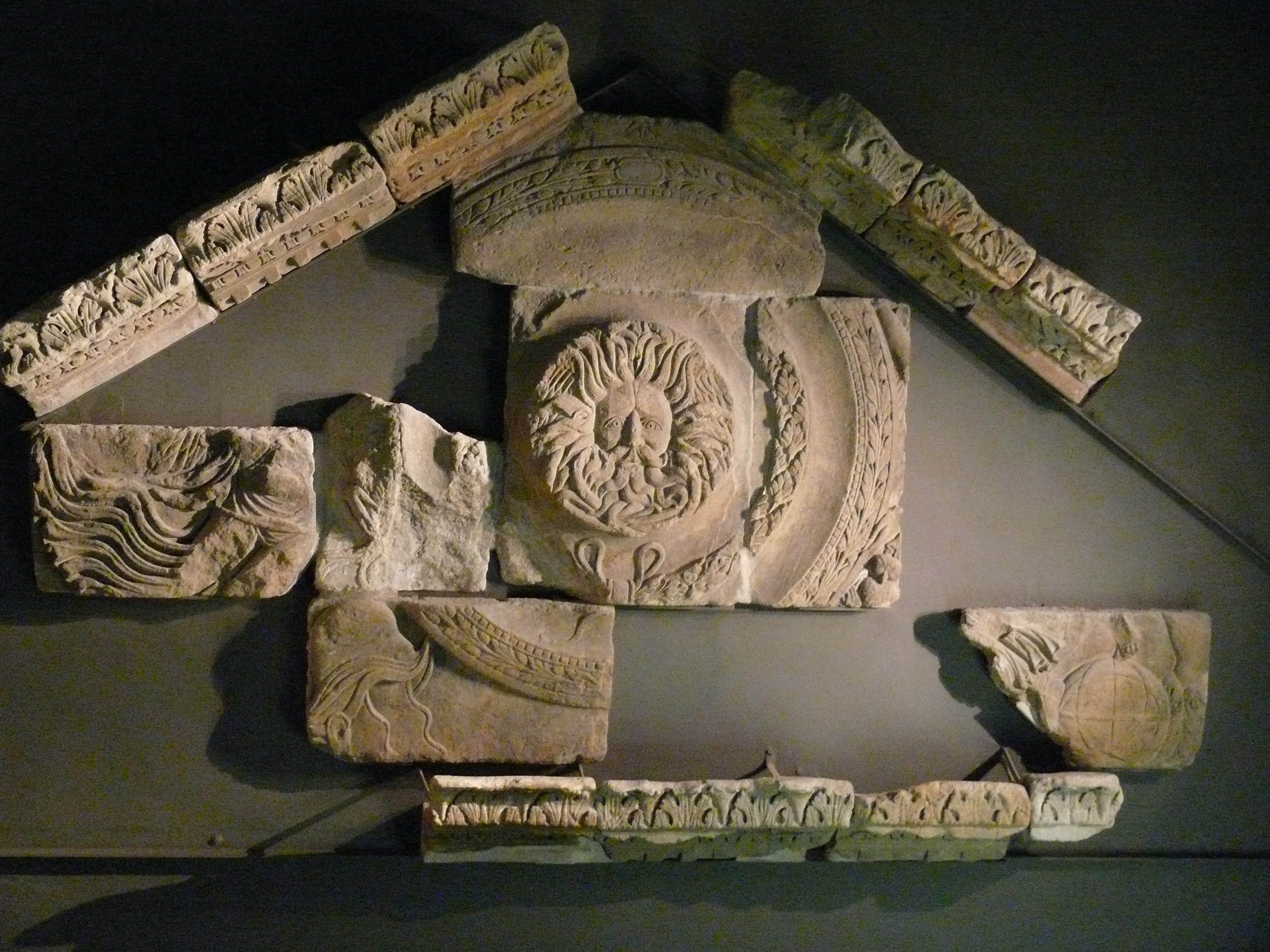
Restos del frontón del Templo de Sulis Minerva en Bath, donde la cabeza barbada podría representar a Gorgona, símbolo de la diosa.

Sulis o Sul fue una diosa celta ctónica del inframundo adorada en Britania. Fue la diosa tutelar de las aguas termales de Bath (en latín, Aquae Sulis) (Inglaterra). 
En la Britania romana fue adorada como Sulis Minerva, construyendo en Aquae Sulis un templo en su honor entre los años 60-70, sustituyendo a un antiguo santuario celta.
Las ofrendas votivas encontradas y las tablillas de plomo con inscripciones sugieren que fue concebida tanto como una deidad nutridora, una diosa madre dadora de vida y como un agente eficaz de las maldiciones deseadas por sus devotos.

## Etimología
El significado exacto del nombre Sulis todavía es un tema de debate entre lingüistas, pero una posibilidad es que provenga de "Ojo/Visión", emparentado con el irlandés antiguo súil, "ojo, brecha", quizás derivado de una palabra protocelta *sūli- que puede estar relacionada con varias palabras indoeuropeas para "sol" (cf. griego homérico ηέλιος, sánscrito sūryah, "sol", del protoindoeuropeo *suh2lio-).

## Diosa solar
Basado en la etimología de su nombre, así como con otras características, como la asociación con la vista, la ley civil y epítetos relacionados con la luz, Sulis ha sido interpretada como una deidad solar, al menos en los tiempos prerromanos. Algunos investigadores han sugerido, además, su papel como la deidad celta solar de facto. Su asociada Sulevia y otros nombres similares han sido atestiguados en otros lugares. Su equivalente irlandés es la diosa Brigid.

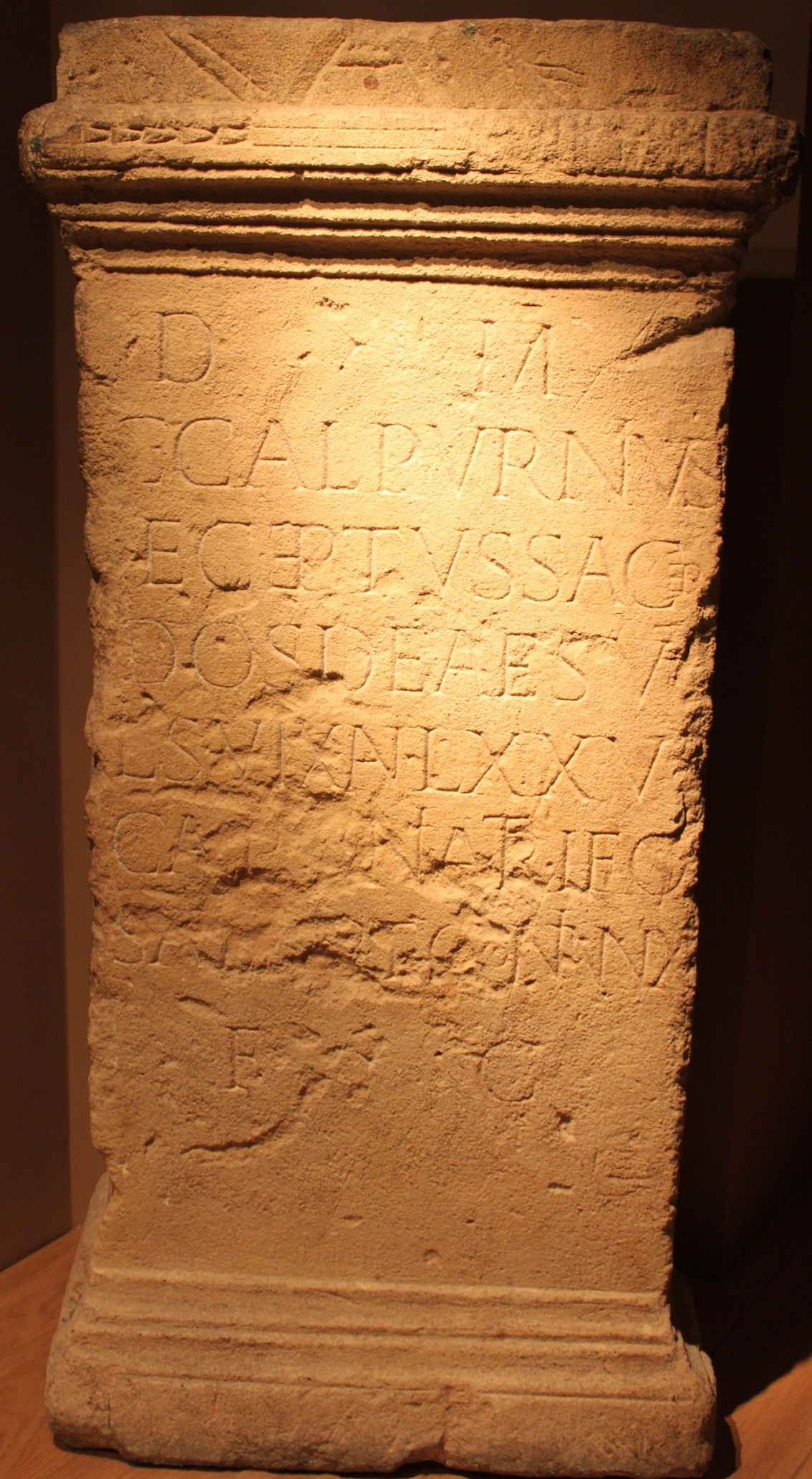
Epitafio latino de Cayo Calpurnio, sacerdote de Sulis en Bath, que murió a los 75 años y fue así recordado por su esposa, una mujer libre.

## Sincretismo con Minerva
El templo romano de Bath estaba dedicado a Sulis Minerva, como la deidad principal. A través del sincretismo con la romana Minerva, se ha deducido que Sulis era también una diosa de la sabiduría, de las profecías, de las sanaciones y de la artesanía.
Sulis no era la única diosa que comparte sincretismo con Minerva. El nombre de Senua aparece en placas votivas que llevan la imagen de Minerva, mientras que Brigantia, diosa tutelar de los Brigantes, también comparte muchos rasgos asociados con Minerva. La identificación de múltiples dioses celtas con el mismo dios romano no es inusual (Marte y Mercurio se emparejaron con varios nombres celtas). Por otra parte, las diosas celtas tienden a resistirse al sincretismo. Sulis Minerva es uno de los pocos casos atestiguados de emparejamientos de una diosa celta con su homóloga romana.
Las dedicatorias a Minerva son comunes tanto en Gran Bretaña como en Europa continental, normalmente sin ningún calificativo o interpretación celta. (Cf. Belisama es otra excepción).